# Arausiói csata
Az arausiói csatára Kr. e. 105. október 6-án került sor Arausio városa, (a mai Orange, Vaucluse) és a Rhodanus (Rhône) folyó között, a kimber háború csúcspontja. Két római sereg vívott itt meg a kimber és teuton törzsekkel. A Római Köztársaság csapatait Quintus Servilius Caepio proconsul és Gnaeus Mallius Maximus consul vezette, a kimberek vezére Boiorix volt. A consul és a proconsul képtelensége az együttműködésre a római sereg katasztrofális vereségéhez vezetett. A rómaiak nyolcvanezer katonát, a kísérőkkel együtt összesen 112 ezer embert vesztettek. A vereség utat nyitott Gaius Marius számára, hogy helyzetét megerősítse és a római légiók toborzásának és szervezésének radikális reformjába fogjon.

## Előzményei
A kimber törzsek vándorlása Gallián és a környező területeken keresztül felborította az erőegyensúlyt és konfliktusokat provokált az őslakos törzsek, mint a Helvetii, illetve a rómaiak között. Egy római támadás és a Tolosa városban kirobbant lázadás a rómaiak mozgósításához vezetett a térségben. Több hadsereget állítottak fel. A proconsul visszafoglalta Tolosát, majd védelemre rendezkedett be. Ki akarta várni, hogy a kimberek újra megindulnak-e a római fennhatóság alatt álló területek ellen. I. e. 105 októberében meg is indultak.

## A pozíciók
A csata még el se kezdődött, és a rómaiak máris bajban voltak. A két legjelentősebb római sereg Arausio közelében, a Rhône folyónál táborozott le. A proconsul alacsonyabb rangja ellenére nem mutatott tiszteletet a consul iránt, mert Gnaeus Mallius Maximus homo novus volt, aki kinevezése előtt nem volt tagja az uralkodó római elitnek. Az ellenségeskedés odáig fajult, hogy a két római sereg a folyó ellenkező oldalán vert tábort.

## Scaurus halála
Az első összecsapásra Marcus Aurelius Scaurus legátus portyázó csapata és egy előrehúzódó kimber seregrész között került sor. A rómaiakat legyűrték, a legátust elfogták és Boiorix elé vitték. Scaurus egyáltalán nem ijedt meg, és azt tanácsolta Boiorixnek, hogy forduljon vissza, mielőtt a rómaiak megsemmisítik a seregét. Ez az arcátlanság annyira felbőszítette a kimber királyt, hogy Scaurust egy ketrecben élve megégettette.

## A küzdelem
Közben Maximusnak sikerült meggyőznie Caepiót, hogy hozza át katonáit a folyón, de a proconsul még mindig ragaszkodott a külön táborhoz, és végül a saját táborát az ellenség közelében verte fel. Boiorix, látva a római seregek elszántságát, tárgyalásokba kezdett Maximusszal. Caepio azonban attól tartott, hogy Maximus magának követeli a sikert, ha a tárgyalások eredményesek lesznek, ezért október 6-án támadást indított a kimber tábor ellen. Az elsietett támadás azonban megtört az ellenálláson, és a kimberek még Caepio őrizetlenül hagyott táborát is kifosztották.
A könnyű győzelem feltüzelte a kimberek önbizalmát, és Maximus ellen indultak. A rómaiak önbizalmát aláásta Caepio seregének veszte és a vezérek torzsalkodása, és talán el is menekültek volna, de a tábor kedvezőtlen kiválasztása miatt a hátuk mögött volt a folyó. A vereség után sokan megpróbálkoztak ezzel az iránnyal, de a rómaiak többnyire nem tudtak úszni, ezért nagyon kevesen menekültek meg.

## Következményei
Róma harcos nép volt, hozzászokott hogy a hadiszerencse forgandó. Az arausiói tragédiában
kicsúcsosodott vereségsorozat azonban már a rómaiak számára is riasztó volt. Emberanyagban is megfogyatkoztak, miközben az Alpok védetlen hágóin túl rémítő ellenség csapatai táboroztak. Rómában a legtöbben úgy vélték, ehhez a helyzethez Caepió nagyképűsége és nem a római hadsereg gyávasága vezetett. Az uralkodó osztállyal szembeni elégedetlenség nőtt. 
A rómaiak szerencséjére a kimberek a csata után az Arverni törzzsel keveredtek konfliktusba, és súlyos küzdelmek után Itália helyett a Pireneusok felé vették az irányt. Ez időt adott Rómának, hogy rendezze sorait és olyan embert, Gaius Mariust állítson az élre, akit később Róma megmentőjeként ünnepelhettek.